# 威爾斯3000

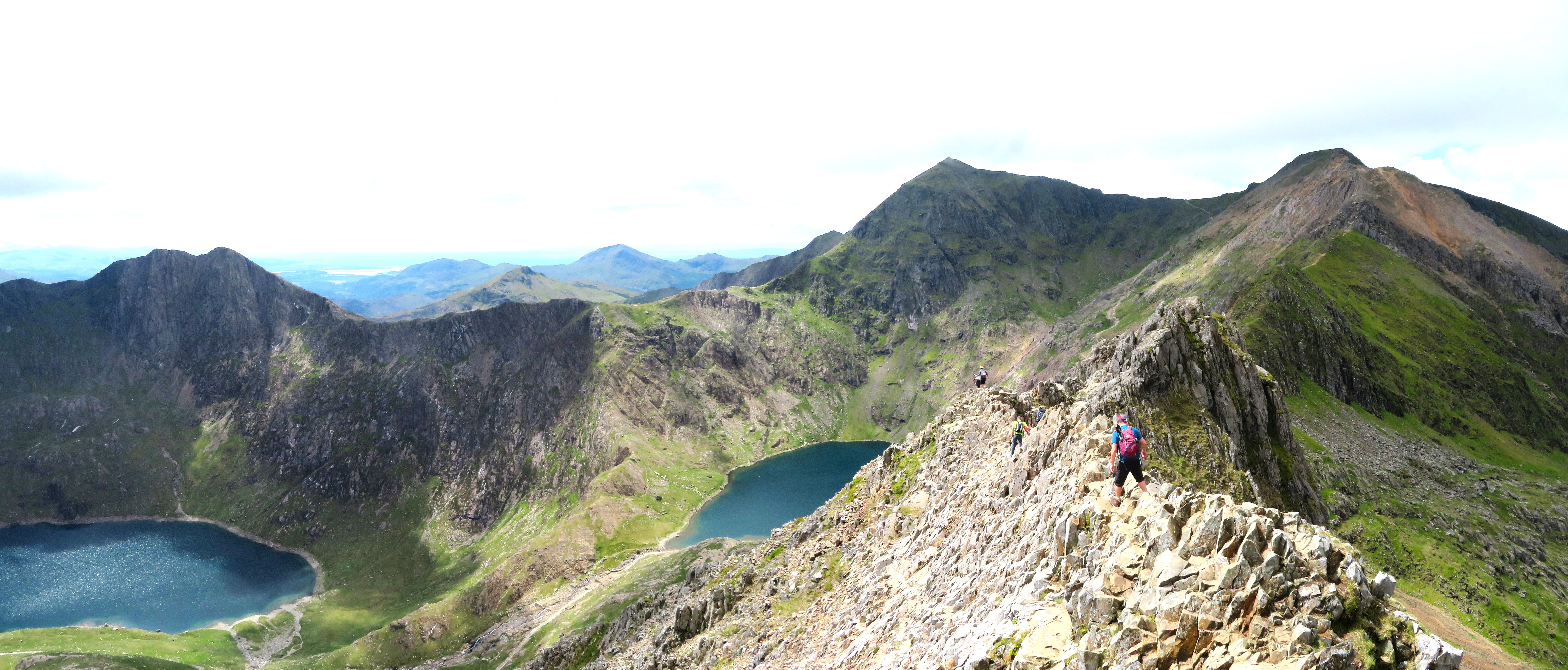

威爾斯3000（Welsh 3000s）是威爾斯15座高度超越3,000英尺（910米）的山峰的統稱。地理上，它們坐落於3個山脈之中， 包括大斯諾登山脈、格利德勞山脈和卡爾內道山脈。在24小時內走畢所有15座山峰的路線，長約26 mi（42 km），名為威爾斯3000挑戰（Welsh 3000s challenge）。2019年，芬利·懷爾德蘇格蘭裔跑手暨登山家創下4小時10分鐘48秒跑畢全程的最快記錄。女子的記錄由安琪拉·卡森於1989年創下，時間為5小時28分鐘21秒。

## 外部連結
- Information for those attempting the Welsh 3000s Challenge （页面存档备份，存于）
- The Snowdonia Society's 14 peaks website （页面存档备份，存于）
- The Welsh 3000s Map with GPS waypoints + GPX Route